# Парламентские выборы в Великобритании (2024)
Парламентские выборы в Великобритании 2024 года — всеобщие выборы депутатов Палаты общин Великобритании, которые прошли 4 июля 2024 года. Лейбористская партия под руководством Кира Стармера одержала на выборах уверенную победу. Правящая Консервативная партия во главе с Риши Сунаком потерпела поражение и закончила своё 14-летнее правление. Сунак также объявил, что покинет должность лидера Консервативной партии. Стармер стал премьер-министром и сформировал правительство — кабинет Кира Стармера.

## Избирательная система
| Страна        | 2008—2023 | С 2023    |
| ------------- | --------- | --------- |
| Англия        | 533       | 543 (▲10) |
| Шотландия     | 59        | 57 (▼2)   |
| Уэльс         | 40        | 32 (▼8)   |
| Сев. Ирландия | 18        | 18 (▬)    |
| Итого         | 650       | 650 (▬)   |

На всеобщих парламентских выборах в Великобритании формируется новый состав Палаты общин, нижней палаты Парламента Великобритании. Выборы проходят во всех 650 одномандатных избирательных округах. В каждом округе проходит голосование за кандидатов в депутаты от этого округа. Победитель голосования определяется по мажоритарной системе относительного большинства (англ. first-past-the-post, FPTP): он должен набрать больше голосов, чем любой другой кандидат. На следующих всеобщих выборах будет действовать новая карта избирательных округов, составленная специальными комиссиями в рамках очередного пересмотра и утверждённая в ноябре 2023 года.
Активным избирательным правом, то есть правом голосовать, и пассивным избирательным правом, то есть правом избираться в Палату общин, обладают достигшие возраста 18 лет на день голосования граждане Великобритании, Ирландии и некоторые граждане стран Содружества. Выборы 2024 года будут первыми всеобщими выборами в Великобритании, на которых каждый избиратель должен предъявить на избирательном участке своё удостоверение личности с фотографией, например паспорт, водительское удостоверение или именной проездной билет.

## Даты

### Дата голосования
По закону о роспуске и созыве парламента, принятом в 2022 году (англ. Dissolution and Calling of Parliament Act 2022), парламент может быть распущен монархом по представлению премьер-министра или распускается автоматически, когда истекает 5 лет со дня первого собрания после всеобщих парламентских выборов. Новые всеобщие выборы проводятся через 25 рабочих дней после роспуска. Таким образом, парламент должен был быть распущен не позднее 17 декабря 2024 года, а выборы должны были состояться не позднее 28 января 2025 года. Принятый закон вернул премьер-министру прерогативу роспуска парламента и объявления выборов, которая принадлежала самому парламенту с 2011 по 2022 год. 
Избирательное законодательство Великобритании не регулирует, на какой день недели назначаются всеобщие выборы. Однако по традиции они проходят в четверг. Самый поздний четверг после парламентских выборов 2019 года, в который могли состояться следующие всеобщие выборы, — 23 января 2025 года. 
В декабре 2023 года действующий премьер-министр Риши Сунак заявил, что выборы состоятся в 2024-м, а не в 2025 году. В первом полугодии 2024 года Сунак высказывал своё «рабочее предположение», что выборы пройдут во второй половине 2024 года, несколько раз, в том числе в ответе на один из еженедельных вопросов премьер-министру 22 мая. Позже в тот же день Сунак выступил перед Даунинг-стрит, 10 и объявил, что выборы пройдут в четверг 4 июля 2024 года.

### График предвыборной кампании
Ниже перечислены основные даты предвыборной кампании. Указано западноевропейское летнее время (UTC+1).
| Дата       | Рабочих дней до выборов | Событие                                                             |
| ---------- | ----------------------- | ------------------------------------------------------------------- |
| 30.05.2024 | 25                      | Роспуск парламента                                                  |
| 07.06.2024 | 19                      | Крайний срок регистрации кандидатов (16:00)                         |
| 18.06.2024 | 12                      | Крайний срок регистрации избирателей (23:59)                        |
| 19.06.2024 | 11                      | Крайний срок приёма заявлений о голосовании по почте (17:00)        |
| 26.06.2024 | 6                       | Крайний срок приёма заявлений о голосовании по доверенности (17:00) |
| 04.07.2024 | 0                       | Голосование (07:00—22:00)                                           |

После того как Риши Сунак объявил дату выборов, начался предвыборный период чувствительности (англ. pre-election period of sensitivity), или пурда (англ. purdah), который длится до конца дня голосования 4 июля. В этот период от правительства, министров и госслужащих требуется с особой осторожностью принимать решения и делать объявления, которые могут оказать влияние на предвыборную кампанию, например о долгосрочных планах и инициативах. При этом до 30 мая, когда  парламент будет распущен, он может принять законопроекты, которые находятся на финальных стадиях рассмотрения и поддержаны правительством и оппозицией.

## Предвыборная ситуация
Предыдущие всеобщие парламентские выборы прошли 12 декабря 2019 года. Победу на них одержала Консервативная партия, правившая в Великобритании с 2010 года, под руководством действовавшего премьер-министра Бориса Джонсона: она получила 365 мест в Палате общин — на 80 больше, чем все остальные партии вместе взятые. Это был лучший результат партии по количеству выигранных мест с 1987 года. Лейбористская партия получила 202 места (худший результат по количеству мест с 1935 года), Шотландская национальная партия — 48, Либеральные демократы — 11. Лидеры Лейбористской партии и Либеральных демократов, Джереми Корбин и Джо Суинсон, после выборов сложили свои полномочия, и в 2020 году по результатам партийных выборов их сменили Кир Стармер и Эд Дейви соответственно.
В январе 2020 года правительство Джонсона завершило переговоры с Европейским союзом о брексите, и Великобритания официально вышла из ЕС 31 января 2020 года. Тем самым Джонсон и Консервативная партия выполнили своё главное предвыборное обещание. В тот же день в Великобритании был зафиксирован первый случай заболевания COVID-19, и началось распространение пандемии COVID-19. Реакция правительства на пандемию подверглась критике со стороны медицинского сообщества и парламентских комитетов в Палате лордов и Палате общин; доверие населения к правительству упало. 
Во время пандемии в Великобритании произошло несколько крупных политических скандалов, в том числе связанных с нарушениями коронавирусных ограничений. В частности, в апреле 2022 года Служба столичной полиции оштрафовала премьер-министра Бориса Джонсона и канцлера казначейства Риши Сунака за то, что в июне 2020 года они посетили вечеринку на Даунинг-стрит, 10 по случаю дня рождения Джонсона. Окончательно Джонсон потерял поддержку партии и парламента в июле 2022 года на фоне сексуального скандала вокруг Криса Пинчера. Этот скандал вызвал правительственный кризис, в ходе которого более 60 депутатов подали в отставку со своих постов в правительстве. После этого об отставке объявил и Джонсон.    
6 сентября 2022 года новой главой Консервативной партии и премьер-министром Великобритании по результатам партийных выборов стала министр иностранных дел Лиз Трасс. Сунак занял на выборах второе место. На фоне развивавшегося кризиса стоимости жизни, вызванного пандемией, брекситом и другими причинами, новый канцлер казначейства Квази Квартенг объявил об экономических мерах, разработанных совместно с Трасс и предполагавших существенное сокращение налогов. Объявление повлекло крайне негативную реакцию на рынке ценных бумаг и падение курса фунта стерлингов к доллару США до рекордного значения: 1,033 доллара за фунт. Квартенг и Джереми Хант, сменивший Квартенга на посту канцлера через три недели после объявления, отменили почти все объявленные меры. Тем не менее, в октябре, по данным опросов общественного мнения, Трасс стала самым непопулярным премьер-министром в истории Великобритании, и 20 октября она объявила о своей отставке. 25 октября по результатам новых, безальтернативных партийных выборов премьер-министром стал Риши Сунак.    
В первой речи своего премьерства Сунак выделил пять основных обещаний: уменьшить инфляцию вдвое, обеспечить рост ВВП, сократить государственный долг, сократить списки и время ожидания медицинской помощи и остановить нелегальную миграцию на лодках через Английский канал. По оценкам ряда СМИ, к концу декабря 2023 года только одно из этих обещаний, об уменьшении инфляции, можно было считать выполненным. Падение рейтингов Консервативной партии, начавшееся ещё на старте пандемии весной 2020 года, продолжилось и при Сунаке. Так, в графике Politico, сведённом из результатов общебританских социологических опросов, приводятся следующие доли респондентов, готовых проголосовать за Консервативную или Лейбористскую партию соответственно:     
- 27 марта 2020 года — 51 %:29 %;
- 29 октября 2020 года — 39 %:39 %;
- 22 мая 2021 года — 43 %:32 %;
- 23 ноября 2021 года — 37 %:37 %;
- 17 января 2022 года — 32 %:41 %;
- 20 октября 2022 года — 22 %:52 %;
- 18 апреля 2023 года — 29 %:44 %;
- 25 октября 2023 года — 26 %:46 %[47].

Представительство Консервативной партии в Палате общин также сократилось по сравнению с выборами 2019 года. С 2020 по 2023 год дополнительные выборы прошли в 12 округах, депутатами от которых были «тори», и в 8 из них выиграли другие партии.

## Партии и кандидаты
В парламентских выборах могут участвовать кандидаты от политических партий и независимые кандидаты. При регистрации каждый кандидат должен предъявить свидетельства поддержки от 10 избирателей в округе и внести депозит в размере 500 фунтов стерлингов, который возвращается, если кандидат наберёт хотя бы 5 % голосов. Регистрация кандидатов завершится 7 июня 2024 года, за 19 рабочих дней до дня выборов.
Ко 2 июня 2024 года известно о выдвижении 3358 кандидатов от 58 партий, а также 105 независимых кандидатов и Линдси Хойла, который собирается переизбираться на должность спикера Палаты общин. Ниже перечислены основные партии, которые объявили о выдвижении кандидатов. Партия представлена в списке, если она получила хотя бы одно место в Палате общин по результатам предыдущих выборов, была представлена хотя бы одним депутатом на 30 мая 2024 года (день роспуска парламента) или объявила о выдвижении хотя бы 10 кандидатов во всей Великобритании или хотя бы 5 кандидатов в Шотландии, Уэльсе или Северной Ирландии.
|            | Партия                                                                                         | Лидер                       | Места в Палате общин | Места в Палате общин | Кандидаты (на 02.06.2024) | Кандидаты (на 02.06.2024) | Кандидаты (на 02.06.2024) | Кандидаты (на 02.06.2024) | Кандидаты (на 02.06.2024) |
| 13.12.2019 | Партия                                                                                         | Лидер                       | 30.05.2024           | Всего (650)          | (543)                     | (57)                      | (32)                      | (18)                      |                           |
| ---------- | ---------------------------------------------------------------------------------------------- | --------------------------- | -------------------- | -------------------- | ------------------------- | ------------------------- | ------------------------- | ------------------------- | ------------------------- |
|            | Консервативная партия англ. Conservative and Unionist Party                                    | Риши Сунак                  | 365                  | 346                  | 486                       | 425                       | 33                        | 25                        | 3                         |
|            | Лейбористская партия англ. Labour Party                                                        | Кир Стармер                 | 202                  | 205                  | 631                       | 542                       | 57                        | 32                        | 0                         |
|            | Шотландская национальная партия англ. Scottish National Party                                  | Джон Суинни                 | 48                   | 43                   | 57                        | 0                         | 57                        | 0                         | 0                         |
|            | «Либеральные демократы» англ. Liberal Democrats                                                | Эд Дейви                    | 11                   | 15                   | 539                       | 477                       | 30                        | 32                        | 0                         |
|            | Демократическая юнионистская партия англ. Democratic Unionist Party                            | Джеффри Дональдсон          | 8                    | 7                    | 16                        | 0                         | 0                         | 0                         | 16                        |
|            | «Шинн Фейн» ирл. Sinn Féin                                                                     | Мэри Лу Макдональд          | 7                    | 7                    | 11                        | 0                         | 0                         | 0                         | 11                        |
|            | Партия Уэльса англ. Plaid Cymru – the Party of Wales                                           | Рин ап Иоруэрт              | 4                    | 3                    | 30                        | 0                         | 0                         | 30                        | 0                         |
|            | Социал-демократическая и лейбористская партия англ. Social Democratic and Labour Party         | Колум Иствуд                | 2                    | 2                    | 13                        | 0                         | 0                         | 0                         | 13                        |
|            | Партия Альба англ. Alba Party                                                                  | Алекс Салмонд               | —                    | 2                    | 17                        | 0                         | 17                        | 0                         | 0                         |
|            | Партия «Альянс» Северной Ирландии англ. Alliance Party of Northern Ireland                     | Наоми Лонг                  | 1                    | 1                    | 18                        | 0                         | 0                         | 0                         | 18                        |
|            | Зелёная партия Англии и Уэльса англ. Green Party of England and Wales                          | Карла Деньер, Эдриан Рэмзи  | 1                    | 1                    | 560                       | 528                       | 0                         | 32                        | 0                         |
|            | «Реформировать Соединённое королевство» англ. Reform UK                                        | Найджел Фараж               | 0                    | 1                    | 470                       | 420                       | 22                        | 28                        | 0                         |
|            | Рабочая партия Британии англ. Workers Party of Britain                                         | Джордж Галлоуэй             | —                    | 1                    | 193                       | 177                       | 9                         | 7                         | 0                         |
|            | Социал-демократическая партия англ. Social Democratic Party                                    | Уильям Клаустон             | 0                    | 0                    | 126                       | 121                       | 3                         | 2                         | 0                         |
|            | Шотландская партия зелёных англ. Scottish Green Party                                          | Патрик Харви, Лорна Слейтер | 0                    | 0                    | 28                        | 0                         | 28                        | 0                         | 0                         |
|            | Коммунистическая партия Британии англ. Communist Party of Britain                              | Роберт Гриффитс             | 0                    | 0                    | 15                        | 12                        | 3                         | 0                         | 0                         |
|            | Шотландская семейная партия англ. Scottish Family Party                                        | Ричард Лукас                | 0                    | 0                    | 13                        | 0                         | 13                        | 0                         | 0                         |
|            | «Традиционный юнионистский голос» англ. Traditional Unionist Voice                             | Джим Аллистер               | 0                    | 0                    | 13                        | 0                         | 0                         | 0                         | 13                        |
|            | Ольстерская юнионистская партия англ. Ulster Unionist Party                                    | Даг Битти                   | 0                    | 0                    | 11                        | 0                         | 0                         | 0                         | 11                        |
|            | Либеральная партия англ. Liberal Party                                                         | Стив Рэдфорд                | 0                    | 0                    | 11                        | 10                        | 1                         | 0                         | 0                         |
|            | Торговая юнионистская и социалистическая коалиция англ. Trade Unionist and Socialist Coalition | Дэйв Неллист                | 0                    | 0                    | 11                        | 6                         | 4                         | 1                         | 0                         |
|            | Независимые кандидаты англ. Independent                                                        |                             | 0                    | 15                   | 105                       | 92                        | 6                         | 5                         | 2                         |
|            | Спикер, добивающийся переизбрания англ. Speaker seeking re-election                            | Линдси Хойл                 | 1                    | 1                    | 1                         | 1                         | 0                         | 0                         | 0                         |

### Депутаты, не участвующие в выборах
|  | Партия         | Депутаты | Доля от фракции |
|  | -------------- | -------- | --------------- |
|  | Консервативная | 78       | 22,6 %          |
|  | Лейбористская  | 33       | 16,0 %          |
|  | ШНП            | 9        | 20,9 %          |
|  | «Шинн Фейн»    | 3        | 42,9 %          |
|  | Зелёная        | 1        | 100,0 %         |
|  | Уэльса         | 1        | 33,3 %          |
|  | Независимые    | 9        | 60,0 %          |
|  | Итого          | 134      | 20,6 %          |

К 3 июня 2024 года 134 депутата Палаты общин, действовавших на момент роспуска парламента 30 мая, объявили, что не будут участвовать в следующих парламентских выборах. Большинство из них, 78 человек, представляют Консервативную партию. 
Среди депутатов, не участвующих в выборах, есть бывшие министры и главы партий, например:
- Тереза Мэй (Консервативная партия, округ Мэйденхэд) — премьер-министр (2016—2019), министр в кабинетах Дэвида Кэмерона.
- Саджид Джавид (Консервативная партия, округ Бромсгроув) — канцлер казначейства (2019—2020), министр внутренних дел (2018—2019), министр в кабинетах Кэмерона, Мэй и Бориса Джонсона.
- Доминик Рааб (Консервативная партия, округ Эшер и Уолтон) — заместитель премьер-министра (2021—2022, 2022—2023), министр в кабинетах Мэй, Джонсона и Риши Сунака.
- Майкл Гоув (Консервативная партия, округ Суррей Хит) — госсекретарь по вопросам повышения уровня жизни, жилья и сообществ (2021—2022, 2022—н. вр.), министр в кабинетах Кэмерона, Мэй, Джонсона и Сунака.
- Мэтт Хэнкок (независимый депутат[комм 9], округ Западный Суффолк) — министр в кабинетах Кэмерона, Мэй и Джонсона.
- Бен Уоллес (Консервативная партия, округ Уайр и Северный Престон) — министр в кабинетах Мэй, Джонсона, Лиз Трасс и Сунака.
- Гарриет Гарман (Лейбористская партия, округ Камберуэлл и Пекхэм) — заместитель лидера Лейбористской партии (2007—2015), министр в кабинетах Тони Блэра и Гордона Брауна.
- Маргарет Ходж (Лейбористская партия, округ Баркинг) — министр в кабинетах Блэра и Брауна.
- Иэн Блэкфорд (Шотландская национальная партия, округ Росс, Скай и Лохабер) — лидер Шотландской национальной партии в Палате общин (2017—2022).

## Социологические исследования
Ниже приведены результаты социологических исследований рейтингов партий по данным «Би-би-си» и социологических компаний — организаторов исследований. Респондентам задавался вопрос о том, за кого они проголосовали бы на всеобщих выборах в Палату общин, если бы они прошли завтра, и предлагался выбор из перечисленных партий (кроме Партии Уэльса в некоторых опросах):
Рейтинг партии — доля респондентов, готовых за неё проголосовать, среди респондентов, которые будут голосовать на выборах и определились с партией. В столбце «Отрыв» указана разница между рейтингами партий на первом и втором месте в процентных пунктах.
Выборки исследований представляют электорат либо всех стран Соединённого королевства, либо только Англии, Шотландии и Уэльса (без Северной Ирландии). Количество респондентов указано в столбце «Размер выборки».
| Даты        | Организатор Заказчик                                                             | Страны                                                                           | Размер выборки                                                                   | Конс.                                                                            | Лейб.                                                                            | ЛД                                                                               | Зел.                                                                             | Реф.                                                                             | ШНП                                                                              | ПУ                                                                               | Отрыв, п. п.                                                                     | Источники       |     |      |     |   |          |        |
| ----------- | -------------------------------------------------------------------------------- | -------------------------------------------------------------------------------- | -------------------------------------------------------------------------------- | -------------------------------------------------------------------------------- | -------------------------------------------------------------------------------- | -------------------------------------------------------------------------------- | -------------------------------------------------------------------------------- | -------------------------------------------------------------------------------- | -------------------------------------------------------------------------------- | -------------------------------------------------------------------------------- | -------------------------------------------------------------------------------- | --------------- | --- | ---- | --- | - | -------- | ------ |
| Даты        | Организатор Заказчик                                                             | Страны                                                                           | Размер выборки                                                                   | 07.06                                                                            | Whitestone Insight «Дейли миррор», «Дейли экспресс»                              | Без СИ                                                                           | 2001                                                                             | 22 %                                                                             | 42 %                                                                             | 9 %                                                                              | Отрыв, п. п.                                                                     | Источники       | 5 % | 16 % | 3 % | — | Лейб. 20 | [ 59 ] |
| 06.06—07.06 | WeThink                                                                          | Все                                                                              | 1198                                                                             | 20 %                                                                             | 45 %                                                                             | 10 %                                                                             | 5 %                                                                              | 15 %                                                                             | 3 %                                                                              | 1 %                                                                              | Лейб. 25                                                                         | [ 60 ] [ 61 ]   |     |      |     |   |          |        |
| 05.06—07.06 | More in Common                                                                   | Без СИ                                                                           | 2618                                                                             | 25 %                                                                             | 46 %                                                                             | 9 %                                                                              | 6 %                                                                              | 11 %                                                                             | 3 %                                                                              | 0 %                                                                              | Лейб. 21                                                                         | [ 62 ]          |     |      |     |   |          |        |
| 05.06—06.06 | Techne                                                                           | Все                                                                              | 1645                                                                             | 20 %                                                                             | 44 %                                                                             | 10 %                                                                             | 6 %                                                                              | 15 %                                                                             | 3 %                                                                              | —                                                                                | Лейб. 24                                                                         | [ 63 ]          |     |      |     |   |          |        |
| 05.06—06.06 | Survation                                                                        | Все                                                                              | 1056                                                                             | 23 %                                                                             | 43 %                                                                             | 9 %                                                                              | 5 %                                                                              | 15 %                                                                             | 3 %                                                                              | 0 %                                                                              | Лейб. 20                                                                         | [ 64 ]          |     |      |     |   |          |        |
| 05.06—06.06 | Redfield and Wilton                                                              | Без СИ                                                                           | 2000                                                                             | 19 %                                                                             | 42 %                                                                             | 12 %                                                                             | 6 %                                                                              | 17 %                                                                             | 3 %                                                                              | 0 %                                                                              | Лейб. 23                                                                         | [ 65 ]          |     |      |     |   |          |        |
| 03.06—06.06 | Focaldata                                                                        | Без СИ                                                                           | 2077                                                                             | 25 %                                                                             | 44 %                                                                             | 9 %                                                                              | 5 %                                                                              | 14 %                                                                             | 2 %                                                                              | 0 %                                                                              | Лейб. 19                                                                         | [ 66 ]          |     |      |     |   |          |        |
| 04.06—05.06 | Norstat                                                                          | Без СИ                                                                           | 1005                                                                             | 22 %                                                                             | 45 %                                                                             | 10 %                                                                             | 5 %                                                                              | 14 %                                                                             | 3 %                                                                              | 0 %                                                                              | Лейб. 23                                                                         | [ 67 ]          |     |      |     |   |          |        |
| 04.06—05.06 | BMG The i                                                                        | Без СИ                                                                           | 1534                                                                             | 23 %                                                                             | 42 %                                                                             | 9 %                                                                              | 6 %                                                                              | 16 %                                                                             | 4 %                                                                              | 0 %                                                                              | Лейб. 19                                                                         | [ 68 ]          |     |      |     |   |          |        |
| 03.06—04.06 | YouGov Sky News                                                                  | Без СИ                                                                           | 2144                                                                             | 19 %                                                                             | 40 %                                                                             | 10 %                                                                             | 7 %                                                                              | 17 %                                                                             | 3 %                                                                              | 1 %                                                                              | Лейб. 21                                                                         | [ 69 ]          |     |      |     |   |          |        |
| 31.05—04.06 | Ipsos                                                                            | Без СИ                                                                           | 1014                                                                             | 23 %                                                                             | 43 %                                                                             | 8 %                                                                              | 9 %                                                                              | 9 %                                                                              | 5 %                                                                              | 1 %                                                                              | Лейб. 20                                                                         | [ 70 ]          |     |      |     |   |          |        |
| 03.06       | Найджел Фараж снова стал лидером «Реформ ЮК» и объявил о своём участии в выборах | Найджел Фараж снова стал лидером «Реформ ЮК» и объявил о своём участии в выборах | Найджел Фараж снова стал лидером «Реформ ЮК» и объявил о своём участии в выборах | Найджел Фараж снова стал лидером «Реформ ЮК» и объявил о своём участии в выборах | Найджел Фараж снова стал лидером «Реформ ЮК» и объявил о своём участии в выборах | Найджел Фараж снова стал лидером «Реформ ЮК» и объявил о своём участии в выборах | Найджел Фараж снова стал лидером «Реформ ЮК» и объявил о своём участии в выборах | Найджел Фараж снова стал лидером «Реформ ЮК» и объявил о своём участии в выборах | Найджел Фараж снова стал лидером «Реформ ЮК» и объявил о своём участии в выборах | Найджел Фараж снова стал лидером «Реформ ЮК» и объявил о своём участии в выборах | Найджел Фараж снова стал лидером «Реформ ЮК» и объявил о своём участии в выборах | [ 71 ]          |     |      |     |   |          |        |
| 01.06—03.06 | More in Common                                                                   | Без СИ                                                                           | 2055                                                                             | 27 %                                                                             | 46 %                                                                             | 8 %                                                                              | 5 %                                                                              | 10 %                                                                             | 3 %                                                                              | 1 %                                                                              | Лейб. 19                                                                         | [ 62 ]          |     |      |     |   |          |        |
| 31.05—03.06 | Deltapoll                                                                        | Без СИ                                                                           | 1077                                                                             | 25 %                                                                             | 48 %                                                                             | 10 %                                                                             | 4 %                                                                              | 9 %                                                                              | 2 %                                                                              | 1 %                                                                              | Лейб. 23                                                                         | [ 72 ]          |     |      |     |   |          |        |
| 30.05—03.06 | Verian                                                                           | Без СИ                                                                           | 1405                                                                             | 23 %                                                                             | 41 %                                                                             | 12 %                                                                             | 8 %                                                                              | 9 %                                                                              | 3 %                                                                              | 1 %                                                                              | Лейб. 18                                                                         | [ 73 ]          |     |      |     |   |          |        |
| 31.05—02.06 | Savanta «Дэйли телеграф»                                                         | Все                                                                              | 2209                                                                             | 28 %                                                                             | 42 %                                                                             | 9 %                                                                              | 4 %                                                                              | 9 %                                                                              | 3 %                                                                              | 0 %                                                                              | Лейб. 14                                                                         | [ 74 ]          |     |      |     |   |          |        |
| 31.05—02.06 | JL Partners Rest is Politics                                                     | Без СИ                                                                           | 2013                                                                             | 26 %                                                                             | 43 %                                                                             | 11 %                                                                             | 3 %                                                                              | 12 %                                                                             | 3 %                                                                              | 0 %                                                                              | Лейб. 17                                                                         | [ 75 ] [ 76 ]   |     |      |     |   |          |        |
| 31.05—02.06 | Redfield and Wilton                                                              | Без СИ                                                                           | 10 000                                                                           | 20 %                                                                             | 46 %                                                                             | 10 %                                                                             | 5 %                                                                              | 14 %                                                                             | 2 %                                                                              | 0 %                                                                              | Лейб. 26                                                                         | [ 77 ]          |     |      |     |   |          |        |
| 22.05—02.06 | Survation Best for Britain                                                       | Без СИ                                                                           | 30 044                                                                           | 24 %                                                                             | 43 %                                                                             | 10 %                                                                             | 4 %                                                                              | 11 %                                                                             | 3 %                                                                              | 1 %                                                                              | Лейб. 19                                                                         | [ 78 ]          |     |      |     |   |          |        |
| 30.05—31.05 | Focaldata                                                                        | Без СИ                                                                           | 2626                                                                             | 26 %                                                                             | 43 %                                                                             | 9 %                                                                              | 6 %                                                                              | 12 %                                                                             | 2 %                                                                              | 0 %                                                                              | Лейб. 17                                                                         | [ 79 ]          |     |      |     |   |          |        |
| 30.05—31.05 | WeThink                                                                          | Все                                                                              | 1328                                                                             | 21 %                                                                             | 46 %                                                                             | 8 %                                                                              | 6 %                                                                              | 13 %                                                                             | 3 %                                                                              | 0 %                                                                              | Лейб. 25                                                                         | [ 80 ] [ 81 ]   |     |      |     |   |          |        |
| 29.05—31.05 | Opinium «Обсервер»                                                               | Без СИ                                                                           | 2184                                                                             | 25 %                                                                             | 45 %                                                                             | 8 %                                                                              | 6 %                                                                              | 11 %                                                                             | 3 %                                                                              | 0 %                                                                              | Лейб. 20                                                                         | [ 82 ] [ 83 ]   |     |      |     |   |          |        |
| 29.05—30.05 | Whitestone Insight «Дейли миррор», «Дейли экспресс»                              | Без СИ                                                                           | 2005                                                                             | 24 %                                                                             | 44 %                                                                             | 9 %                                                                              | 6 %                                                                              | 11 %                                                                             | 3 %                                                                              | 1 %                                                                              | Лейб. 20                                                                         | [ 84 ]          |     |      |     |   |          |        |
| 29.05—30.05 | Techne                                                                           | Все                                                                              | 1630                                                                             | 21 %                                                                             | 45 %                                                                             | 11 %                                                                             | 6 %                                                                              | 12 %                                                                             | 2 %                                                                              | —                                                                                | Лейб. 24                                                                         | [ 63 ]          |     |      |     |   |          |        |
| 29.05—30.05 | YouGov «Таймс»                                                                   | Без СИ                                                                           | 2040                                                                             | 21 %                                                                             | 46 %                                                                             | 8 %                                                                              | 6 %                                                                              | 15 %                                                                             | 2 %                                                                              | 1 %                                                                              | Лейб. 25                                                                         | [ 85 ]          |     |      |     |   |          |        |
| 28.05—29.05 | BMG The i                                                                        | Без СИ                                                                           | 1500                                                                             | 27 %                                                                             | 43 %                                                                             | 9 %                                                                              | 6 %                                                                              | 11 %                                                                             | 3 %                                                                              | —                                                                                | Лейб. 16                                                                         | [ 86 ]          |     |      |     |   |          |        |
| 27.05—29.05 | More in Common                                                                   | Без СИ                                                                           | 2049                                                                             | 26 %                                                                             | 45 %                                                                             | 9 %                                                                              | 5 %                                                                              | 11 %                                                                             | 2 %                                                                              | 0 %                                                                              | Лейб. 19                                                                         | [ 87 ]          |     |      |     |   |          |        |
| 09.04—29.05 | More in Common                                                                   | Без СИ                                                                           | 15 089                                                                           | 29 %                                                                             | 43 %                                                                             | 11 %                                                                             | 5 %                                                                              | 8 %                                                                              | 3 %                                                                              | —                                                                                | Лейб. 14                                                                         | [ 88 ]          |     |      |     |   |          |        |
| 27.05—28.05 | YouGov Sky News                                                                  | Без СИ                                                                           | 2128                                                                             | 20 %                                                                             | 47 %                                                                             | 9 %                                                                              | 7 %                                                                              | 12 %                                                                             | 3 %                                                                              | 1 %                                                                              | Лейб. 27                                                                         | [ 89 ]          |     |      |     |   |          |        |
| 25.05—27.05 | Redfield and Wilton                                                              | Без СИ                                                                           | 12 000                                                                           | 23 %                                                                             | 46 %                                                                             | 9 %                                                                              | 5 %                                                                              | 13 %                                                                             | 3 %                                                                              | 1 %                                                                              | Лейб. 23                                                                         | [ 90 ]          |     |      |     |   |          |        |
| 24.05—27.05 | Survation                                                                        | Все                                                                              | 2040                                                                             | 24 %                                                                             | 47 %                                                                             | 11 %                                                                             | 3 %                                                                              | 8 %                                                                              | 3 %                                                                              | 1 %                                                                              | Лейб. 23                                                                         | [ 91 ]          |     |      |     |   |          |        |
| 20.05—27.05 | Electoral Calculus/Find Out Now «Дейли мейл»                                     | Без СИ                                                                           | 10 390                                                                           | 19 %                                                                             | 46 %                                                                             | 10 %                                                                             | 8 %                                                                              | 12 %                                                                             | 3 %                                                                              | 1 %                                                                              | Лейб. 27                                                                         | [ 92 ]          |     |      |     |   |          |        |
| 24.05—26.05 | Savanta «Дэйли телеграф»                                                         | Все                                                                              | 2235                                                                             | 27 %                                                                             | 44 %                                                                             | 10 %                                                                             | 4 %                                                                              | 8 %                                                                              | 3 %                                                                              | 1 %                                                                              | Лейб. 17                                                                         | [ 93 ]          |     |      |     |   |          |        |
| 24.05—25.05 | JL Partners Rest is Politics                                                     | Без СИ                                                                           | 2013                                                                             | 28 %                                                                             | 40 %                                                                             | 10 %                                                                             | 5 %                                                                              | 12 %                                                                             | 3 %                                                                              | 1 %                                                                              | Лейб. 12                                                                         | [ 75 ] [ 94 ]   |     |      |     |   |          |        |
| 23.05—25.05 | Deltapoll «Мейл он санди»                                                        | Без СИ                                                                           | 1517                                                                             | 23 %                                                                             | 45 %                                                                             | 9 %                                                                              | 6 %                                                                              | 10 %                                                                             | 3 %                                                                              | 1 %                                                                              | Лейб. 22                                                                         | [ 95 ]          |     |      |     |   |          |        |
| 23.05—24.05 | Opinium «Обсервер»                                                               | Без СИ                                                                           | 2050                                                                             | 27 %                                                                             | 41 %                                                                             | 10 %                                                                             | 7 %                                                                              | 10 %                                                                             | 2 %                                                                              | 1 %                                                                              | Лейб. 14                                                                         | [ 82 ] [ 96 ]   |     |      |     |   |          |        |
| 23.05—24.05 | YouGov «Таймс»                                                                   | Без СИ                                                                           | 2072                                                                             | 22 %                                                                             | 44 %                                                                             | 9 %                                                                              | 6 %                                                                              | 14 %                                                                             | 3 %                                                                              | 1 %                                                                              | Лейб. 22                                                                         | [ 97 ]          |     |      |     |   |          |        |
| 23.05—24.05 | WeThink                                                                          | Все                                                                              | 1242                                                                             | 22 %                                                                             | 47 %                                                                             | 8 %                                                                              | 6 %                                                                              | 12 %                                                                             | 3 %                                                                              | 0 %                                                                              | Лейб. 25                                                                         | [ 98 ] [ 99 ]   |     |      |     |   |          |        |
| 22.05—23.05 | Techne                                                                           | Все                                                                              | 1643                                                                             | 19 %                                                                             | 45 %                                                                             | 12 %                                                                             | 5 %                                                                              | 14 %                                                                             | 2 %                                                                              | —                                                                                | Лейб. 26                                                                         | [ 63 ]          |     |      |     |   |          |        |
| 22.05—23.05 | More in Common                                                                   | Без СИ                                                                           | 2008                                                                             | 27 %                                                                             | 44 %                                                                             | 9 %                                                                              | 5 %                                                                              | 10 %                                                                             | 3 %                                                                              | 0 %                                                                              | Лейб. 17                                                                         | [ 100 ]         |     |      |     |   |          |        |
| 22.05       | Премьер-министр Риши Сунак объявил 4 июля днём голосования                       | Премьер-министр Риши Сунак объявил 4 июля днём голосования                       | Премьер-министр Риши Сунак объявил 4 июля днём голосования                       | Премьер-министр Риши Сунак объявил 4 июля днём голосования                       | Премьер-министр Риши Сунак объявил 4 июля днём голосования                       | Премьер-министр Риши Сунак объявил 4 июля днём голосования                       | Премьер-министр Риши Сунак объявил 4 июля днём голосования                       | Премьер-министр Риши Сунак объявил 4 июля днём голосования                       | Премьер-министр Риши Сунак объявил 4 июля днём голосования                       | Премьер-министр Риши Сунак объявил 4 июля днём голосования                       | Премьер-министр Риши Сунак объявил 4 июля днём голосования                       | [ 1 ] [ 2 ]     |     |      |     |   |          |        |
| 21.05—22.05 | YouGov «Таймс»                                                                   | Без СИ                                                                           | 2093                                                                             | 21 %                                                                             | 46 %                                                                             | 9 %                                                                              | 7 %                                                                              | 12 %                                                                             | 3 %                                                                              | 0 %                                                                              | Лейб. 25                                                                         | [ 101 ] [ 102 ] |     |      |     |   |          |        |
| 21.05—22.05 | Survation                                                                        | Все                                                                              | 1016                                                                             | 27 %                                                                             | 48 %                                                                             | 8 %                                                                              | 2 %                                                                              | 8 %                                                                              | 3 %                                                                              | 1 %                                                                              | Лейб. 21                                                                         | [ 103 ] [ 104 ] |     |      |     |   |          |        |

## Итоги
Выборы стали первой победой Лейбористской партии с парламентских выборов 2005 года и ознаменовали окончание 14-летнего правления Консервативной партии. Лейбористы получили абсолютное большинство мест — 411, что стало вторым результатом по мандатам за историю партии после выборов 1997 года. Однако доля голосов за партию стала самой маленькой среди всех победителей британских выборов в истории, получивших большинство мест. Лейбористы стали самой большой партией в Англии впервые с 2005 года, в Шотландии — 2010 года, а в Уэльсе — сохранили большинство. Партия потеряла контроль над пятью избирательными округами, где выиграли независимые кандидаты, включая бывшего лидера лейбористов Джереми Корбина, в основном из-за позиции партии по войне в Газе.
Консервативная партия потерпела самое большое поражение в истории, получив всего 121 место и 23,7 % голосов. Консерваторы потеряли 244 места, в парламент не прошли 12 министров и бывший премьер-министр страны Лиз Трасс. Партия также потеряла все мандаты в Уэльсе и Корнуолле, и почти все, кроме одного, в Северо-Восточной Англии.
Малые партии хорошо выступили на выборах, отчасти из-за тактического голосования против Консервативной партии. Доля голосов за лейбористов и консерваторов в сумме составила всего лишь 57,5 %, что является самым низким показателем в истории. Из них больше всего выиграла партия «Либеральные демократы» во главе с Эдом Дейви, взяв 72 мандата. Это лучший результат партии в истории, и они стали третьей по размеру партией в парламенте, статус которой они имели ранее, но утратили на выборах 2015 года. Партия «Реформировать Соединённое Королевство» получила третью по размеру долю голосов, выиграв однако всего лишь 5 мест, и впервые прошла в парламент. Её лидер Найджел Фараж избрался впервые с восьмой попытки. Зелёная партия Англии и Уэльса выиграла 4 места, что стало лучшим для них результатом в истории, так как до этого их рекордом было только одно место.
Партия Уэльса взяла 4 мандата, а Шотландская национальная партия потеряла 37 мест, которые ушли в основном лейбористам, получив всего лишь 9, и тем самым перестала быть третьей по размеру партией в парламенте. Партия «Шинн Фейн» взяла больше всего мандатов в Северной Ирландии, таким образом впервые выборы в Палату общин в Северной Ирландии выиграла ирландская националистическая партия. Демократическая юнионистская партия потеряла 3 места, а партия «Традиционный юнионистский голос» впервые прошла в парламент.
| Партия       | Партия                                        | Лидер                      | Канди- датов | Избрано | ±    | %      | Голосов    | %      | ±       |
| ------------ | --------------------------------------------- | -------------------------- | ------------ | ------- | ---- | ------ | ---------- | ------ | ------- |
|              | Лейбористская партия                          | Кир Стармер                | 631          | 411     | ▲209 | 63,2 % | 9 679 417  | 33,6 % | ▲1,5 %  |
|              | Консервативная партия                         | Риши Сунак                 | 635          | 121     | ▼244 | 18,6 % | 6 827 311  | 23,7 % | ▼19,9 % |
|              | «Либеральные демократы»                       | Эд Дейви                   | 630          | 72      | ▲61  | 10,9 % | 3 519 199  | 12,2 % | ▲0,7 %  |
|              | Шотландская национальная партия               | Джон Суинни                | 57           | 9       | ▼39  | 1,4 %  | 724 758    | 2,5 %  | ▼1,4 %  |
|              | «Шинн Фейн»                                   | Мэри Лу Макдональд         | 14           | 7       | ▬0   | 1,1 %  | 210 891    | 0,7 %  | ▲0,1 %  |
|              | Независимые кандидаты                         | —                          | 459          | 6       | ▲6   | 0,9 %  | 564 243    | 2,0 %  | ▲1,4 %  |
|              | «Реформировать Соединённое Королевство»       | Найджел Фараж              | 609          | 5       | ▲5   | 0,8 %  | 4 117 221  | 14,3 % | ▲12,3 % |
|              | Демократическая юнионистская партия           | Гэвин Робинсон             | 16           | 5       | ▼3   | 0,8 %  | 172 058    | 0,6 %  | ▼0,2 %  |
|              | Зелёная партия Англии и Уэльса                | Карла Денайер Эдриан Рамзи | 574          | 4       | ▲3   | 0,6 %  | 1 841 888  | 6,4 %  | ▲3,8 %  |
|              | Партия Уэльса                                 | Рин ап Иорверт             | 32           | 4       | ▬0   | 0,6 %  | 194 811    | 0,7 %  | ▲0,2 %  |
|              | Социал-демократическая и лейбористская партия | Колум Иствуд               | 18           | 2       | ▬0   | 0,3 %  | 86 861     | 0,3 %  | ▼0,1 %  |
|              | «Альянс»                                      | Наоми Лонг                 | 18           | 1       | ▬0   | 0,2 %  | 117 191    | 0,4 %  | ▬0 %    |
|              | Ольстерская юнионистская партия               | Даг Битти                  | 17           | 1       | ▲1   | 0,2 %  | 94 779     | 0,3 %  | ▬0 %    |
|              | «Традиционный юнионистский голос»             | Джим Аллистер              | 14           | 1       | ▲1   | 0,2 %  | 48 685     | 0,2 %  | новая   |
|              | Спикер палаты общин                           | Линдси Хойл                | 1            | 1       | ▬0   | 0,2 %  | 25 238     | 0,1 %  | ▬0 %    |
|              |                                               |                            |              |         |      |        |            |        |         |
|              | Рабочая партия Британии                       | Джордж Галлоуэй            | 152          | 0       | ▬0   | 0 %    | 210 194    | 0,7 %  | новая   |
|              | Шотландская партия зелёных                    | Патрик Харви Лорна Слейтер | 44           | 0       | ▬0   | 0 %    | 92 685     | 0,3 %  | ▲0,2 %  |
|              | Социал-демократическая партия                 | Уильям Клустон             | 122          | 0       | ▬0   | 0 %    | 33 811     | 0,1 %  | ▲0,1 %  |
|              | Другие партии                                 | Другие партии              | 472          | 0       | ▬0   | 0 %    | 240 627    | 0,8 %  |         |
| Всего и явка | Всего и явка                                  | Всего и явка               | 4515         | 650     |      |        | 28 801 828 | 60 %   | ▼7,6 %  |

### Итоги по регионам
| Регионы                 | Мест |       |       |           |     |      |        |     |     |     |        |
| Регионы                 | Мест | Лейб. | Конс. | Либ. дем. | ШНП | Реф. | Зелён. | ПУ  | ШФ  | ДЮП | Другие |
| Восточная Англия        | 61   | 27    | 23    | 7         | н/д | 3    | 1      | н/д | н/д | н/д | 0      |
| Восточный Мидленд       | 47   | 29    | 15    | 0         | н/д | 2    | 0      | н/д | н/д | н/д | 1      |
| Большой Лондон          | 75   | 59    | 9     | 6         | н/д | 0    | 0      | н/д | н/д | н/д | 1      |
| Северо-Восточная Англия | 27   | 26    | 1     | 0         | н/д | 0    | 0      | н/д | н/д | н/д | 0      |
| Северо-Западная Англия  | 73   | 65    | 3     | 3         | н/д | 0    | 0      | н/д | н/д | н/д | 2      |
| Юго-Восточная Англия    | 91   | 36    | 30    | 24        | н/д | 0    | 1      | н/д | н/д | н/д | 0      |
| Юго-Западная Англия     | 58   | 24    | 11    | 22        | н/д | 0    | 1      | н/д | н/д | н/д | 0      |
| Западный Мидленд        | 57   | 38    | 15    | 2         | н/д | 0    | 1      | н/д | н/д | н/д | 1      |
| Йоркшир и Хамбер        | 54   | 43    | 9     | 1         | н/д | 0    | 0      | н/д | н/д | н/д | 1      |
| Шотландия               | 57   | 37    | 5     | 6         | 9   | 0    | н/д    | н/д | н/д | н/д | 0      |
| Уэльс                   | 32   | 27    | 0     | 1         | н/д | 0    | 0      | 4   | н/д | н/д | 0      |
| Северная Ирландия       | 18   | н/д   | 0     | н/д       | н/д | н/д  | н/д    | н/д | 7   | 5   | 6      |
| Всего                   | 650  | 411   | 121   | 72        | 9   | 5    | 4      | 4   | 7   | 5   | 12     |

1. ↑  Независимый кандидат Шокат Адам[англ.].
2. ↑  Независимый кандидат Джереми Корбин.
3. ↑  Спикер Линдси Хойл и независимый кандидат Аднан Хуссейн[англ.].
4. ↑  Независимый кандидат Аюб Хан[англ.].
5. ↑  Независимый кандидат Икбал Мохамед[англ.].
6. ↑  2 кандидата от Социал-демократической и лейбористской партии, 1 кандидат от партии «Альянс», 1 кандидат от партии «Традиционный юнионистский голос[англ.]», независимый кандидат Алекс Истон[англ.].

## Последствия
5 июля Сунак признал поражение до объявления результатов в собственном избирательном округе Ричмонд и Норталлертон. Сунак принёс извинения перед избирателями и кандидатами своей партии за результат, похвалил Стармера, назвав его «достойным человеком», и пожелал ему удачи.
В тот же день Стармер принял пост премьер-министра и сформировал правительство, на чём закончилось 14-летнее правление Консервативной партии. В своей первой речи на посту Стармер отдал дань Сунаку, сказав, что «его заслуги как первого британского азиатского премьер-министра… не должны быть никем недооценены», и отметив «его преданность делу и упорный труд, которые он привнёс в своё руководство», но заявил, что народ Британии проголосовал за перемены.
Найджел Фараж сказал, что сделает свою партию «Реформировать Соединённое Королевство» более профессиональной и демократической и изгонит из неё «гнилые яблоки». Ряд консервативных депутатов, таких как Эдвард Лей, заявили, что консерваторам стоит привлечь Фаража в их партию.